# Gamavisión
Gamavisión (anteriormente conocido como Gama TV  y Gama) es un canal de televisión abierta ecuatoriano, de ámbito generalista y comercial. Fue lanzado el 18 de abril de 1977, por una sociedad cooperativa de 14 personas, entre ellos el empresario Gerardo Brborich. La mayor parte de su paquete accionarial fue incautado en 2008. Pese a no recibir presupuesto estatal, pertenece a la Empresa de Comunicación del Ecuador (Comunica EP) que controla un 95,5% de las acciones, mientras que un resto es controlado por la llamada Sociedad Interventora Gamavisión C.A., que tiene el 5,5%. 
Tiene su sede central en la ciudad de Quito, cuya señal expande por la ciudad de mayor población como Guayaquil. Su programación se encuentra destinado al público adulto, joven e incluso en algunas transmisiones deportivas y tiene su propio servicio informativo.

## Historia
Gamavisión comenzó a emitir el 18 de abril de 1977 con el nombre de Telenacional, propiedad del empresario croata y nacionalizado ecuatoriano Gerardo Brborich y Juan Carlos Sola. En sus inicios, el canal contaba con una sociedad cooperativa formada por 14 personas, entre las que se encontraban empresarios locales como Marcel Rivas.
Su programación consistía en películas, dibujos animados, servicios informativos y no tuvo producción propia nacional hasta 1984. En 1979, la emisora inició su afiliación a la cadena peruana Panamericana Televisión, que duró 10 años. En la década de 1980, el canal contrataría al periodista Diego Oquendo, donde estrenaría uno de los programas más vistos del canal, Ante la Opinión, programa que se mantuvo en el aire hasta 2008.
En 1984, Brborich vendió sus acciones en el canal y éste pasó a llamarse Gamavisión en el mismo año. El nuevo propietario fue la empresa Red Comunicaciones C.A., formada por empresarios locales de la ciudad de Guayaquil. Ese mismo año, fue el primer canal de televisión en emitir su programación legalmente en color, así como su primera señal satelital a la ciudad de Tulcán. En el mismo año, compraría los derechos audiovisuales en vivo de la Copa Mundial de Fútbol desde 1978 hasta 2014. Para inicios de los años 90, se afilió con la cadena venezolana Venevisión y comenzaría una mayor inversión en tecnología para la transmisión de la Copa América '93, realizado en el mismo país. La emisora se asoció con la productora Zanelli Producciones, en donde contrata a la conocida actriz y cantante Yuly Maiocchi, para los programas propios, entre ellos uno de los programas infantiles de mayor éxito (El Show de Yuly). Este mismo año, Gamavisión comenzaría a producir sus propios contenidos que lograron una gran sintonía a lo largo de la década de los 90.
En 1995, terminó su afiliación con Venevisión, e inició su convenio con la cadena mexicana Televisa durante los próximos años, hasta 2016, y en 2016, pasaría ser afiliado con la otra cadena mexicana TV Azteca hasta 2019. Nombró a Nicolás Vega como el nuevo director general del canal, cargo que duró hasta julio de 2008, debido a la ocupación de la frecuencia por la incautación estatal.
A finales de los 90, la emisora renovó sus equipos con una mayor tecnología a cargo de los Israelitas Orad Hi-Tech Systems, Digital Replay y Virtual Replay, para las transmisiones en vivo para los informativos en tiempo real, por lo ubicó en uno de los mejores canales de la televisión del país, solo superando por Ecuavisa. Toda la producción propia estuvo bajo la dirección de Michael Jaramillo, destacando una mayor producción, logrando ser uno de los cuatro canales más conocidos en el país. Sin embargo, varios proyectos fueron cancelados debido a la Crisis económica que ocurrió en el país a finales de la década, aunque se mantuvo en un flote financiero, gracias a las transmisiones del fútbol, eventos deportivos, telenovelas, películas y una programación familiar. En el 2000, que junto con SíTV, fueron los primeros canales en implementar el servicio de tecnología satelital con el sistema 6 Fly Away. 
En marzo de 2001, Rivas Sáenz anunció la venta del consorcio Red Comunicaciones al empresario y socio mayoritario Álvaro Dassum Alcívar, quien había adquirido las acciones de Telecentro en 1996, a pesar de las leyes nacionales de prohíben a poseer más de un canal de televisión. En 2003, el canal renovó su acuerdo con la compañía estadounidense Turner Broadcasting System, de la cual incluyó la retransmisión de los canales CNN en Español y Cartoon Network, de las cuales duró hasta 2012. En agosto de 2007, Alcívar vende la sociedad Red Comunicaciones C.A. (propietarios de los canales TC y Gamavisión) al consorcio financiero Grupo Isaías, por un valor no oficial. 
En julio de 2008, el gobierno ecuatoriano, a través de la Agencia de Garantía y Depósitos (AGD) embargó los activos e inmuebles del Grupo Isaías, debido a las fuertes deudas financieras que oscilaban los 600 millones de dólares, tras la quiebra del Banco Filanbanco hace unos nueve años atrás. Pese a las denuncias de una supuesta persecución política contra el gobierno de Rafael Correa, el Estado ecuatoriano adquirió las acciones de titularidad de los dos canales (TC y Gamavisión) por un valor de unos 10 millones de dólares, mientras se mantiene las nóminas laborales hasta una cierta notificación de los dos canales. Sin embargo, pese que son empresas independientes, sigue manteniendo propiedad con el Estado ecuatoriano mediante la participación por acciones. Los dos canales pasaron a manos del gobierno ecuatoriano de manera indefinida, el 1 de agosto del mismo año, por lo que la programación del canal no fue afectado seriamente, pero sí hubo cambios administrativos desde el aumento de la producción propia hasta grandes figuras del canal, entre ellos Bernard Fougères y Diego Oquendo, renunciaron del canal debido a las discrepancias por la nueva administración de Gamavisión, quienes terminaron en otros canales como Canal Uno.
El 30 de septiembre de 2008, dos meses después de la intervención estatal, el canal fue relanzado como Gama TV, suprimiendo la programación extranjera por un canal destinado al deporte, debido a la contratación de nuevas figuras como Nicole Cueva la nueva voz en off de Gamatv. Mientras que comenzaba su apuesta con unificar su programación con el canal hermano TC Televisión y aumentar su programación hacia lo informativo y variado, mediante adquisición de derechos de manera independiente. 
En 2010, el canal comenzaría a transmitir dibujos animados de la cadena canadiense Teletoon con doblaje venezolano y también compraron los derechos de series animes como Naruto, Saint Seiya e incluso de franquicias más reconocidas como Pokémon y Dragon Ball. Pese a las buenas audiencias, el canal sigue con una compleja situación económica y precariedad en sus instalaciones, la falta de modernización hacia la HD, salarios miserables hacia sus trabajadores (que varias veces han ocurrido huelgas generales) y poca presencia del canal en las varias compañías de televisión por cable, el canal se encuentra en un futuro incierto. Se cree que el canal sería absorbido por su canal hermano TC siempre y cuando Gamavisión desaparezca y deja de existir para poner punto final a sus transmisiones con la finalidad de convertir la frecuencia en un subcanal de la TDT con otro nombre (un ejemplo sería como TC Mas), y otros afirma que se encuentra en proceso de subasta para vender el canal y volvería ser privado. Empresas como Albavisión o el empresario Edgar Landívar, estuvieron interesados por adquirir el canal pero terminaron en descartados. 
En 2017 el canal retomó nuevamente el nombre de Gamavisión intentando apostarse en el segmento femenino, en la actualidad, el canal se encuentra emitiendo varios programas como Gama Noticias en la Comunidad, Impactos, Los Protagonistas y Gama Noticias; y otros programas como Autores en Vivo, Memorias, Puro Teatro, Mujeres al poder, El Bigote del Sabor, ¿Quienes mandan aquí?, Hechos de Impacto, y Hora Cero son producidos de manera independiente por una productora interna del canal.

## Programas

### Coproducciones y eventos importantes
Gamavisión también ha transmitido varios programas internacionales y gracias a su asociación con el canal Televisión Azteca de México le ha permitido transmitir las telenovelas mexicanas, como La otra cara del alma, Cielo rojo, Pobre diabla, etc. Además, gracias a su asociación con RCTV Producciones de Venezuela le ha permitido transmitir las telenovelas venezolanas.
Desde 1998 hasta 2023 y desde 2025, Gamavisión tiene derechos de transmisión para televisión abierta en Ecuador del certamen de belleza para todo el país con cobertura nacional para Miss Ecuador (que se transmitió por primera vez para la televisión ecuatoriana en 1969). También transmite simultáneamente por Vito TVO.
Desde 2006 hasta 2023, Gamavisión tuvo derechos de transmisión para televisión abierta en Ecuador del certamen de belleza desde Guayaquil para todo el país con cobertura nacional para Miss Continentes Unidos. Ahora se transmite solo por Vito TVO.
En 2014, Gamavisión en convenio con TC Mi Canal y Oromar Televisión vivimos una fiebre deportiva increíble el tercer mundial de la Selección de todos los ecuatorianos el Mundial Brasil 2014.
En 2017, Gamavisión lanzó su primera y única telenovela ecuatoriana producida por dicho canal Lo que está pa' ti, la cual basa su historia en la vida del actor y cantante Diego Armando Álvarez conocido como Don Day en el medio ecuatoriano. La producción se estrenó el 30 de mayo de 2017.

## Locutores
- Ramón Morales (1993-1994)[cita requerida]
- Alex Jácome (1994-2008)[cita requerida]
- Roberto Rodríguez Reyes (2007-2013, 2017-2020, 2022-presente)[cita requerida]
- Nicole Cueva (2008-2022)[cita requerida]
- Renata Matamoros (2011-2019)[cita requerida]
- Israel Brito (2013-2015)[cita requerida]
- José Luis Paz (2015-2017, 2022)[cita requerida]

## Logotipos

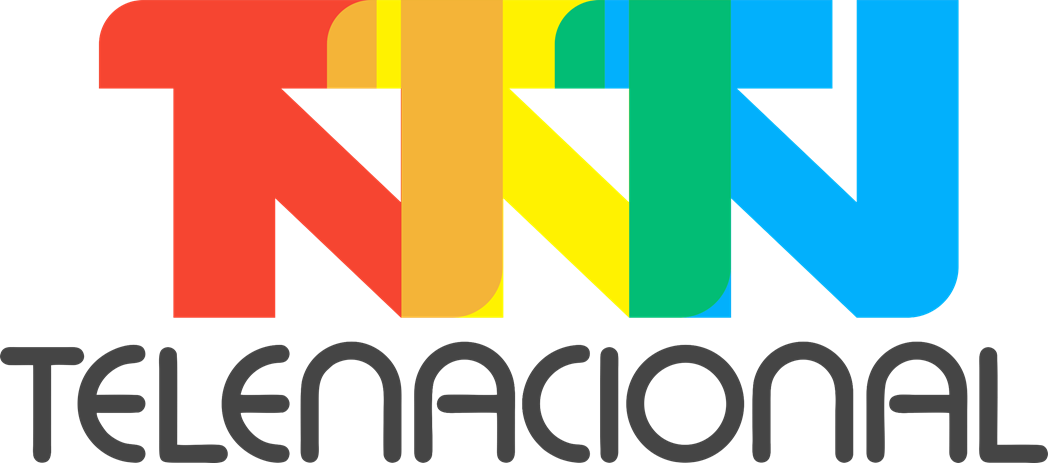
1977-1984
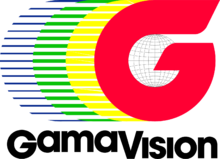
1984-1991
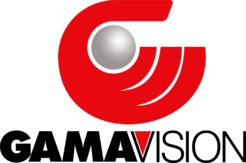
1991-1993
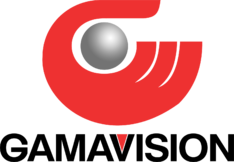
1993-1994
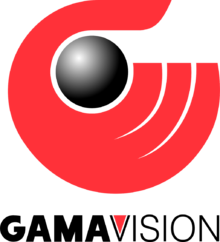
1994-2000
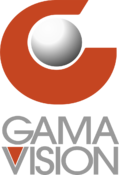
2002-2006
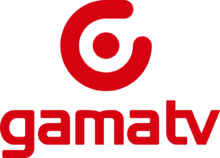
2008-2013
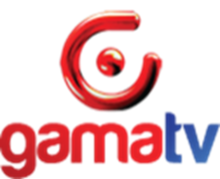
2013-2016
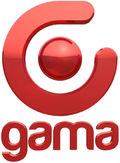
2016-2017
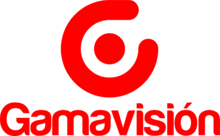
2018-Actualidad